# Provinz Brandenburg
Die Provinz Brandenburg war eine Provinz Preußens in der Zeit der Monarchie (1815–1918) und des Freistaats (1918–1947). Sie wurde 1815 im Wesentlichen aus der Mark Brandenburg gebildet und war mit der 1920 herausgelösten Hauptstadt Berlin das Kernland des Staates. In der Zeit des Nationalsozialismus wurde die Provinz ab 1939 Mark Brandenburg genannt. Im Zuge der Auflösung Preußens ging sie 1947 im Land Brandenburg auf. Die östlich der Oder-Neiße-Linie gelegenen Teile des Territoriums wurden nach Ende des Zweiten Weltkriegs seitens der sowjetischen Besatzungsmacht der Volksrepublik Polen zur Verwaltung unterstellt. 

## Verwaltungsgeschichte
Mit der Verordnung wegen verbesserter Einrichtung der Provinzial-Behörden vom 30. April 1815 wurde das Königreich Preußen in zehn Provinzen eingeteilt: Preußen, Westpreußen, Brandenburg, Pommern, Schlesien, Posen, Sachsen, Westphalen, Kleve Berg und Niederrhein. Die Provinz Brandenburg. umfasste die Mark Brandenburg einschließlich der Neumark östlich der Oder, aber ohne die Altmark westlich der Elbe, die an die Provinz Sachsen angeschlossen worden war. Zur Provinz Brandenburg gehörte ferner die Niederlausitz, die zuvor großenteils in Personalunion mit Kursachsen verbunden gewesen und erst durch den Wiener Kongress zu Preußen gekommen war. Sitz des Oberpräsidiums (= staatliche Provinzialregierung, geleitet vom Oberpräsidenten, für die es heute keine vergleichbare Institution gibt) war zunächst Potsdam, von 1827 bis 1843 Berlin, von 1843 bis 1918 wieder Potsdam und von da an bis 1945 Berlin-Charlottenburg.
Zum 25. März 1816 wurde die Provinz Brandenburg in drei Regierungsbezirke gegliedert: Berlin, Potsdam und Frankfurt. Die Regierungsbezirke Berlin und Potsdam verständigten sich im April 1816 auf die Aufteilung in einen engeren Regierungsbezirk, der sich auf das Weichbild der Stadt Berlin, den Tiergarten und die Hasenheide beschränkte, und einen weiteren Regierungsbezirk, zu dem das übrige Berliner Umland gehörte. Diese Zweiteilung bewährte sich nicht. Deshalb wurde der Regierungsbezirk Berlin zur Verwaltungsvereinfachung und zur Kostenersparnis Ende Dezember 1821 aufgelöst. Die Stadt Berlin war ab dem 1. Januar 1822 eine kreisfreie Stadt im Regierungsbezirk Potsdam.
Am 1. April 1881 schied Berlin aus dem Provinzialverband Brandenburg aus und erhielt provinzähnliche Rechte, ohne jedoch völlig aus der Provinz auszuscheiden. Im Jahre 1920 wurden weitere Gebiete der Provinz Brandenburg mit fast zwei Millionen Einwohnern nach Groß-Berlin eingemeindet. Die Provinz Brandenburg gliederte sich in die beiden Regierungsbezirke Frankfurt und Potsdam. Die Regierungsbezirke waren in Stadtkreise und Landkreise aufgeteilt. Nach Auflösung der Provinz Grenzmark Posen-Westpreußen im Jahre 1938 kamen von dort die Kreise Schwerin (Warthe), Meseritz und Bomst (teilweise) zur Provinz Brandenburg, die gleichzeitig die Kreise Friedeberg Nm. und Arnswalde an die Provinz Pommern abgab. Seit dem 21. März 1939 führte die Provinz die offizielle Bezeichnung „Mark Brandenburg“.
Nach Einstellung der Kampfhandlungen des Zweiten Weltkriegs wurde das unter Kontrolle der sowjetischen Besatzungsmacht befindliche Gebiet der Provinz östlich der Oder-Neiße-Linie mit Ausnahme der militärischen Sperrgebiete der Volksrepublik Polen zur Verwaltung überlassen. Die Westalliierten hatten auf diese Maßnahme keinerlei Einfluss und mussten den Status quo auf der Potsdamer Konferenz akzeptieren. Das übrige Gebiet der Provinz wurde im Juni 1945 als Provinz Mark Brandenburg in der Sowjetischen Besatzungszone bestätigt. Am 6. Februar 1947 wurde aus der Provinz das Land Brandenburg, das 1949 zu einem Gliedstaat der Deutschen Demokratischen Republik (DDR) wurde. Der Freistaat Preußen wurde am 25. Februar 1947 durch das Kontrollratsgesetz Nr. 46 aufgelöst.

## Einwohnerentwicklung
| Jahr | Einwohner |
| ---- | --------- |
| 1816 | 1.254.177 |
| 1846 | 2.066.993 |
| 1871 | 2.863.229 |
| 1880 | 3.389.155 |
|      |           |
| 1890 | 2.541.783 |
| 1900 | 3.108.554 |
| 1910 | 4.092.616 |
|      |           |
| 1925 | 2.592.292 |
| 1933 | 2.725.697 |
| 1939 | 3.007.933 |

Die Bevölkerungszahl der Provinz wurde sowohl 1881 durch die Ausgliederung der Stadt Berlin als auch 1920 durch die Vergrößerung von Berlin deutlich verringert.

## Wappen

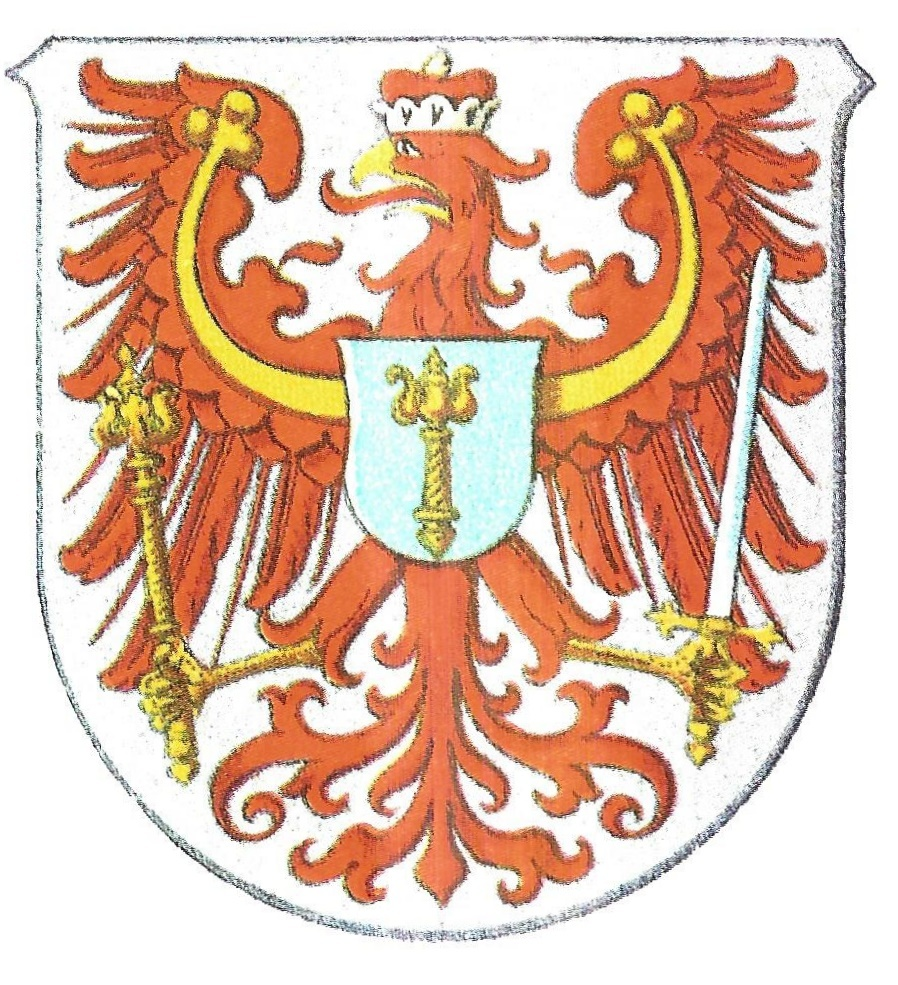
Wappen der Provinz Brandenburg

Blasonierung (ohne Schildhalter): Im silbernen Feld ein roter, goldbewehrter, rotgezungter Adler, der mit dem Kurhut geschmückt ist. In der rechten Klaue hält er einen goldenen Zepter, in der linken ein goldbegrifftes Schwert. Die Flügel sind mit goldenen Kleestängeln besteckt. Auf der Brust liegt ein blaues Herzschild, worin ein aufrecht gestelltes goldenes Zepter (Erzkämmereramt) erscheint.
Im gekrönten Helm ein offener schwarzer, mit goldenen Kleestängeln und auf den Sachsen mit goldenen Herzen belegter Adlerflug. Die Decken sind schwarz-golden.

## Verwaltungsgliederung ab 1822

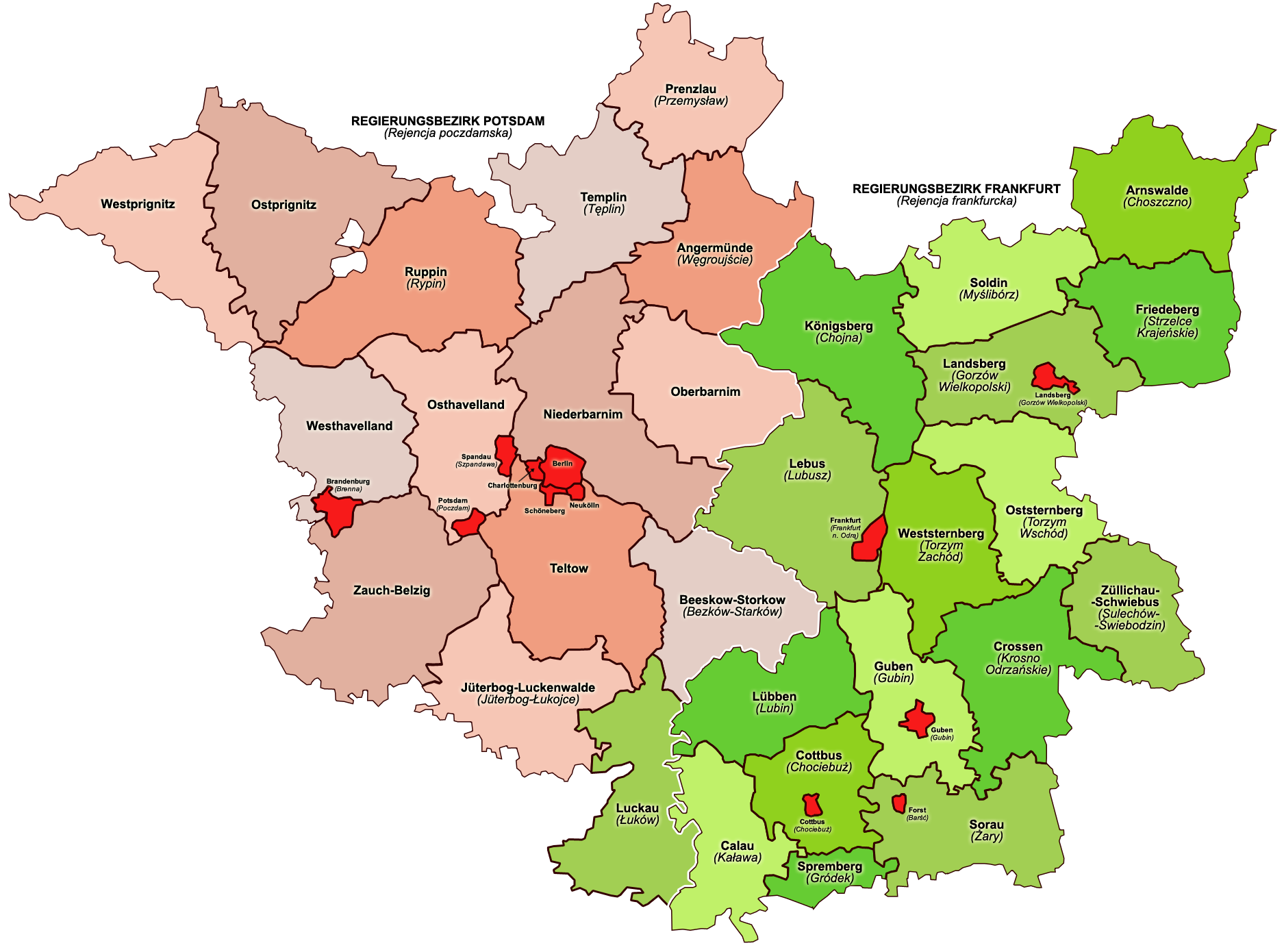
Kreise (1905)

### Regierungsbezirk Frankfurt
Stadtkreise
- Cottbus (seit 1886)
- Forst (seit 1897)
- Frankfurt (Oder) (seit 1827)
- Guben (seit 1884)
- Landsberg (Warthe) (seit 1892)

Landkreise
- Arnswalde (bis 1938)
- Calau
- Cottbus
- Crossen
- Cüstrin (bis 1836)
- Frankfurt (bis 1826)
- Friedeberg Nm. (bis 1938)
- Guben
- Königsberg Nm.
- Landsberg (Warthe)
- Lebus
- Luckau
- Lübben
- Meseritz (seit 1938)
- Oststernberg (seit 1873)
- Schwerin (Warthe) (seit 1938)
- Soldin
- Sorau
- Spremberg (ab 1825)
- Spremberg-Hoyerswerda (bis 1825)
- Sternberg (bis 1873)
- Weststernberg (seit 1873)
- Züllichau-Schwiebus

### Regierungsbezirk Potsdam
Stadtkreise
- Berlin (1822–1881)
- Brandenburg an der Havel (seit 1881)
- Charlottenburg (1877–1920)
- Eberswalde (seit 1911)
- Lichtenberg (1908–1920, seit 1912 Berlin-Lichtenberg)
- Schöneberg (1899–1920, seit 1912 Berlin-Schöneberg)
- Deutsch-Wilmersdorf (1907–1920, seit 1912 Berlin-Wilmersdorf)
- Rixdorf (1899–1920, seit 1912 Neukölln)
- Potsdam
- Rathenow (seit 1925)
- Spandau (1886–1920)
- Wittenberge (seit 1922)

Landkreise
- Angermünde
- Beeskow-Storkow (seit 1836)
- Jüterbog-Luckenwalde
- Niederbarnim
- Oberbarnim
- Osthavelland
- Ostprignitz
- Prenzlau
- Ruppin
- Teltow (bis 1835 Teltow-Storkow)
- Templin
- Westhavelland
- Westprignitz
- Zauch-Belzig

## Politik
Für die – erheblich eingeschränkte – Selbstverwaltung der Provinzen bestanden bis 1875 Provinzialstände, in die vor allem Grundeigentümer und Städte ihre Vertreter entsandten. Als Ausführungsorgan der preußischen königlichen und später Staatsregierung ernannte diese einen Oberpräsidenten. Er folgte Anweisungen der Regierung und überwachte die Umsetzung der zentralen Vorgaben auf allen Verwaltungsebenen in der Provinz. Erst 1875, mit der Stärkung der provinzialen Selbstverwaltung, wurden die Provinzialstände durch den Provinziallandtag ersetzt.
Provinzen hatten seither eine Doppelnatur und doppelte Leitungsgremien, einerseits als Untergliederung des Zentralstaats, andererseits eine Gebietskörperschaft (Provinzialverband) kommunaler Selbstverwaltung höhere Ordnung. Kreistage und Stadträte wählten die Mitglieder des Provinziallandtags; dieser wählte eine Provinzialregierung, den Provinzialausschuss, und ein Provinzialoberhaupt, den Landesdirektor.

### Oberpräsidenten
- 1815–1824: Georg Christian von Heydebreck
- 1825–1840: Friedrich Magnus von Bassewitz
- 1840–1848: August Werner von Meding
- 1848–1849: Robert von Patow (kommissarisch)
- 1849–1850: Klemens von Wolff-Metternich (kommissarisch)
- 1850–1862: Eduard von Flottwell
- 1862:–9999 Werner von Selchow
- 1862–1879: Gustav von Jagow
- 1879–1899: Heinrich von Achenbach
- 1899–1905: Theobald von Bethmann Hollweg
- 1905–1909: August von Trott zu Solz
- 1909–1910: Friedrich Wilhelm von Loebell
- 1910–1914: Alfred von Conrad
- 1914–1917: Rudolf von der Schulenburg
- 1917–1919: Friedrich Wilhelm von Loebell
- 1919–1933: Adolf Maier
- 1933–1936: Wilhelm Kube
- 1936–1945: Emil Stürtz

Quelle: Walther Hubatsch (Hrsg.): Grundriß zur deutschen Verwaltungsgeschichte 1815–1945. Reihe A Preußen, Band 5 Brandenburg, Marburg 1975, S. 35–37.

### Landesdirektoren
- 1876–1896: Albert von Levetzow
- 1896–1912: Otto von Manteuffel
- 1912–1930: Joachim von Winterfeldt-Menkin
- 1930–1933: Hugo Swart
- 1933–1944: Dietloff von Arnim, ab 1937 als Landeshauptmann tituliert
- 1944–1946: Vakanz?

### Wahlen zum Provinziallandtag
- VKPD: 4
- USPD: 8
- SPD: 29
- DDP: 6
- Z: 1
- WP: 1
- BVgg: 15
- DVP: 12
- DNVP: 16

- KPD: 9
- SPD: 32
- DDP: 4
- Z: 2
- WP: 5
- WBO: 1
- BBl: 1
- WaVSL: 5
- NPMB: 1
- DVP: 6
- DNVP: 28
- DVFP: 3

- KPD: 9
- SPD: 34
- BdM: 4
- WP: 8
- DVP: 6
- DNVP: 29
- NSDAP: 6

- KPD: 8
- SPD: 21
- KSWR: 15
- NSDAP: 52